# Flucloxacil·lina
La flucloxacil·lina o floxacil·lina és un antibiòtic de reduït espectre de la família de les penicil·lines, per tant és un antibiòtic β-lactàmic. S'indica la flucloxacil·lina per al tractament de bacteris gram positius susceptibles. La flucloxacil·lina és un compost molt similar a la dicloxacil·lina pel que s'intercanvia l'ús d'aquests dos agents.